# Luke Gale
Pour les articles homonymes, voir Gale (homonymie).

a Compétitions nationales et continentales officielles uniquement.

b Matchs officiels uniquement.
Luke Gale, né le 22 juin 1988 à Leeds (Angleterre), est un joueur de rugby à XIII anglais évoluant au poste de demi d'ouverture ou de demi de mêlée. 

## Carrière
Après des débuts en 2007 à Doncaster, il est rapidement repéré par la franchise londonienne des Harlequins où il y évolue de 2009 à 2011. Il rejoint ensuite les Bulls de Bradford en 2012 mais quitte le club à la suite de sa relégation en 2014 pour les Tigers de Castleford. Ses grandes performances en club l'amènent à être sélectionné en équipe d'Angleterre à partir de 2016.

## Palmarès

### Collectif
- Vainqueur de la Challenge Cup : 2020 (Leeds).
- Vainqueur du Championship : 2024 (Wakefield).
- Vainqueur de la Coupe de 1895 : 2024 (Wakefield).
- Finaliste de la Coupe du monde : 2017 (Angleterre).
- Finaliste de la Super League : 2017 (Castleford).

### Individuel
- Élu meilleur joueur de la Super League : 2017 (Castleford).
- Élu meilleur demi de mêlée de la Super League : 2015, 2016 et 2017 (Castleford).
- Albert Goldthorpe Medal : 2015, 2016 et 2017 (Castleford).

### Détails en sélection
| 1.  | 22 octobre 2016  | France                    | 40-6  | Amical         | Demi de mêlée | 0  | 0 | 0 | 0 |
| 2.  | 29 octobre 2016  | Nouvelle-Zélande          | 16-17 | Quatre Nations | Demi de mêlée | 0  | 0 | 0 | 0 |
| 3.  | 5 novembre 2016  | Écosse                    | 38-12 | Quatre Nations | Demi de mêlée | 14 | 1 | 5 | 0 |
| 4.  | 6 mai 2017       | Samoa                     | 30-10 | Amical         | Demi de mêlée | 10 | 0 | 5 | 0 |
| 5.  | 27 octobre 2017  | Australie                 | 4-18  | Coupe du monde | Demi de mêlée | 0  | 0 | 0 | 0 |
| 6.  | 4 novembre 2017  | Liban                     | 29-10 | Coupe du monde | Demi de mêlée | 0  | 0 | 0 | 0 |
| 7.  | 12 novembre 2017 | France                    | 36-6  | Coupe du monde | Demi de mêlée | 0  | 0 | 0 | 0 |
| 8.  | 19 novembre 2017 | Papouasie-Nouvelle-Guinée | 36-6  | Coupe du monde | Demi de mêlée | 0  | 0 | 0 | 0 |
| 9.  | 25 novembre 2017 | Tonga                     | 20-18 | Coupe du monde | Demi de mêlée | 0  | 0 | 0 | 0 |
| 10. | 2 décembre 2017  | Australie                 | 0-6   | Coupe du monde | Demi de mêlée | 0  | 0 | 0 | 0 |

### En club

#### Statistiques
| Saison | Club       | Compétition       | Matchs | Points | Essais | Goals | Drops |
| ------ | ---------- | ----------------- | ------ | ------ | ------ | ----- | ----- |
| 2007   | Doncaster  | National League 2 | ?      | ?      | ?      | ?     | ?     |
| 2008   | Doncaster  | National League 2 | ?      | ?      | ?      | ?     | ?     |
| 2009   | Harlequins | Super League      | 21     | 28     | 6      | 2     | 0     |
| 2010   | Harlequins | Super League      | 21     | 35     | 4      | 9     | 1     |
| 2011   | Harlequins | Super League      | 26     | 184    | 8      | 75    | 2     |
| 2012   | Bradford   | Super League      | 18     | 139    | 2      | 65    | 1     |
| 2013   | Bradford   | Super League      | 14     | 21     | 1      | 8     | 1     |
| 2014   | Bradford   | Super League      | 26     | 112    | 10     | 35    | 2     |
| 2015   | Castleford | Super League      | 28     | 247    | 11     | 101   | 1     |
| 2016   | Castleford | Super League      | 29     | 262    | 6      | 118   | 2     |
| 2017   | Castleford | Super League      | 26     | 317    | 13     | 129   | 7     |
| 2018   | Castleford | Super League      | 15     | 104    | 1      | 48    | 0     |
| 2019   | Castleford | Super League      | 0      | 0      | 0      | 0     | 0     |